# Wolfgang Bächler
Pour les articles homonymes, voir Bächler.
Wolfgang Bächler (nom de plume : Wolfgang Born), né le 22 mars 1925 à Augsbourg et mort le 24 mai 2007 à Munich, est un poète et écrivain allemand.

## Biographie
Wolfgang Bächler est né en 1925 à Augsbourg.
Fils d'un président de tribunal de district, il fréquente l'école primaire à Bamberg et l'école secondaire à Munich et Memmingen. En 1943, il obtient son diplôme d'études secondaires, puis il est enrôlé dans la Wehrmacht en tant que soldat. En 1944, il est grièvement blessé dans les Alpes françaises. Il est fait prisonnier de guerre et libéré. Après des séjours à l'hôpital militaire dans le sud de l'Allemagne, il est de nouveau fait prisonnier de guerre mais il fuit.
« Les jeunes Allemands de mon âge avaient appris à tirer mieux qu'à lire et à écrire.... Je devrais aussi apprendre à tirer. Mais ma main tremblait quand je devais tirer. Je n'ai pas touché la cible....Je n'ai pas touché les gens..... J'avais l'habitude de manquer. Tout ce que j'aurais pu faire, c'est de me tirer dessus ».
De 1945 à 1948, Bächler étudie l'allemand, les études romanes, l'histoire de l'art et le théâtre à l'université de Munich. En 1947, il est le plus jeune membre lors de la première réunion du Groupe 47. Dans les années qui suivent, il travaille principalement comme journaliste. En 1956, il épouse la française Danielle Ogier, avec qui il vit de 1956 à 1966, d'abord à Paris, puis en Alsace. En 1967, il retourne à Munich, où il travaille de nouveau comme journaliste. De plus, il joue parfois dans de petits rôles au cinéma avec des réalisateurs tels que Volker Schlöndorff et Werner Herzog, entre autres dans  Le Tambour.
Dans les années 1950, Bächler est un auteur très apprécié de collègues tels que Gottfried Benn et Karl Krolow; sa poésie et sa courte prose sont comparées aux œuvres de Wolfgang Borchert dans leur traitement des thèmes existentiels. Une dépression prononcée le conduit à de grandes ruptures créatives dans la vie de Bächler, mais a aussi été l'inspiration pour ses "protocoles de rêve". Bächler a l'habitude d'écrire les minutes pendant le demi-sommeil le matin. On lui avait conseillé thérapeutiquement d'écrire et donc d'objectiver ce qui le forçait à sortir de son subconscient la nuit.
Wolfgang Bächler est membre du Centre-PEN de la République fédérale d'Allemagne et de l'Association des écrivains allemands. Il meurt le 24 mai 2007 à Munich.
« Je suis un socialiste sans livre de parti, un Allemand sans Allemagne, un poète sans grand public..... Bref, une personne inutile, instable, désordonnée, qui ne peut pas respecter les délais, qui ne peut pas suivre les examens et qui désespère les rédacteurs en chef, les éditeurs et les femmes à cause de son manque de ponctualité ».
Son domaine est conservé dans la Monacensia de Munich.

## Distinctions
- 1975 : Tukan-Preis der Stadt München
- 1979 : Schwabinger Kunstpreis
- 1984 : Ehrengabe des Kulturkreises der Deutschen Wirtschaft
- 1993 : Chevalier de l'Ordre du Mérite de la République fédérale d'Allemagne

## Œuvres
- 1947 : Die Erde bebt noch
- 1950 : Die Zisterne
- 1950 : Der nächtliche Gast
- 1955 : Lichtwechsel
- 1962 : Türklingel
- 1963 : Türen aus Rauch
- 1972 : Traumprotokolle
- 1975 : Im Zug
- 1976 : Ausbrechen. Gedichte aus zwanzig Jahren
- 1979 : Stadtbesetzung
- 1982 : Nachtleben
- 1985 : Im Zwischenreich
- 1988 : Ich ging deiner Lichtspur nach
- 1988 : Im Schlaf
- 1990 : Einer, der auszog, sich köpfen zu lassen
- 2000 : Wo die Wellenschrift endet
- 2012 : Hrsg.: Katja Bächler und Jürgen Hosemann: Gesammelte Gedichte. S. Fischer Verlag, Frankfurt am Main  (ISBN 978-3-10-003509-7).